# Natural Grocers
Natural Grocers est une entreprise américaine de commerce de détail. Fondée en 1955, elle a son siège à Lakewood, dans le Colorado.

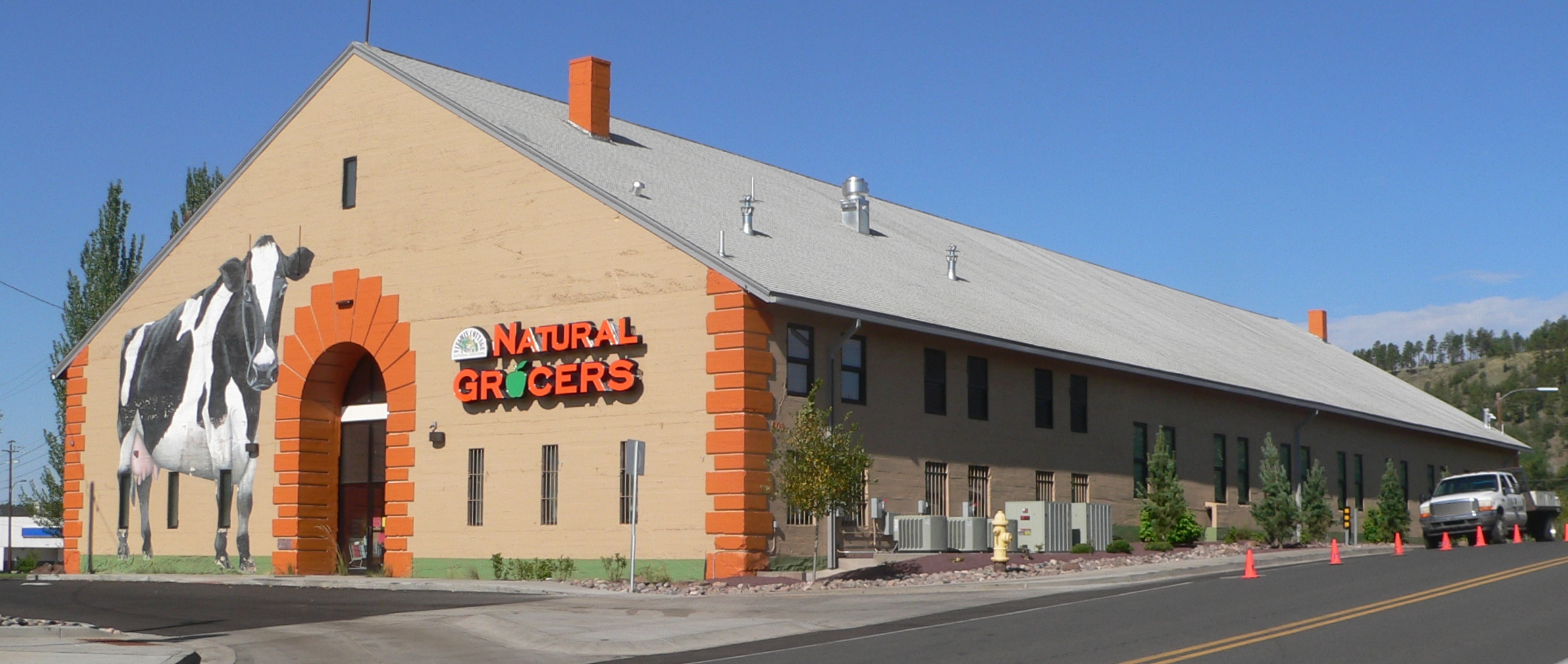
L'épicerie de Natural Grocers dans l'ancienne armurerie de Flagstaff (Arizona).